# 카운트다운 (2011년 영화)
"카운트다운"은 2011년에 개봉한 대한민국의 영화이다.

## 캐스팅
- 정재영 - 태건호 역
- 전도연 - 차하연 역
- 이경영 - 조명석 역
- 오만석 - 스와이(帅) 역
- 정만식 - 한 실장 역
- 김동욱 - 날파리 역
- 권혁준 - 유민 역
- 오대영 - 스와이 심복 2역
- 이민영 - 현지 역
- 김종구 - 양 부장 역
- 김광규 - 박 형사 역
- 오광록 - 송 박사 역
- 최종률 - 건호 부 역
- 박혜진 - 건호 모 역
- 배윤범 - 홍 팀장 역
- 노현정 - CMC 최사장 역
- 김민재 - 동사무소 직원 역
- 배성우 - 안 박사 역
- 전대병 - 강장제 역
- 김정석 - 조명석 경호원 1 역
- 진모 - 조명석 경호원 2 역
- 박팔영 - 요트 회장 역
- 김준원 - 민준 아빠 역
- 조시내 - 피아노 여선생 역
- 오대환 - 편의점 주인 역
- 김강일 - 김 형사 역
- 이윤상 - 신혜인 아빠 역
- 김철수 - 나이트클럽 실장 역
- 김록경 - 택배 열혈청년 역
- 이종구 - 원로 의사 역
- 김재화 - 몸빼 역
- 최현수 - 몸빼 남편 역
- 서왕석 - 나이트클럽 덩치들 역
- 유재동 - 한 대리 역
- 위지웅 - 항구 경호원 역
- 정혜선 - 사채할머니 역 (특별출연)
- 송혜교 - 가장 예쁜여자 역 (특별출연, 사진)
- 손상현 - 항구 경호원 역

## 이모저모
- 당초 전도연이 분했던 차하연 역은 김선아가 맡기로 예정되어 있었으나, 투자 문제와 제작사의 요청으로 인해서 하차했다.[1]